# 1978年の野球
1978年の野球（1978ねんのやきゅう）では、1978年の野球界における動向をまとめる。

## 競技結果

### 日本プロ野球

#### ペナントレース

##### セ・リーグ
| 順位 | 球団               | 勝 | 敗 | 分 | 勝率 | 差   |
| 1位  | ヤクルトスワローズ | 68 | 46 | 16 | .596 | 優勝 |
| 2位  | 読売ジャイアンツ   | 65 | 49 | 16 | .570 | 3.0  |
| 3位  | 広島東洋カープ     | 62 | 50 | 18 | .554 | 5.0  |
| 4位  | 横浜大洋ホエールズ | 64 | 57 | 9  | .529 | 7.5  |
| 5位  | 中日ドラゴンズ     | 53 | 71 | 6  | .427 | 20.0 |
| 6位  | 阪神タイガース     | 41 | 80 | 9  | .339 | 30.5 |

##### パ・リーグ
| 順位 | 球団                       | 勝 | 敗 | 分 | 勝率 | 差   |
| 1位  | 阪急ブレーブス             | 44 | 20 | 1  | .688 | 優勝 |
| 2位  | 近鉄バファローズ           | 32 | 26 | 7  | .552 | 9.0  |
| 3位  | 日本ハムファイターズ       | 29 | 31 | 5  | .483 | 13.0 |
| 4位  | クラウンライターライオンズ | 28 | 31 | 6  | .475 | 13.5 |
| 5位  | ロッテオリオンズ           | 25 | 33 | 7  | .431 | 16.0 |
| 6位  | 南海ホークス               | 22 | 39 | 4  | .361 | 20.5 |

| 順位 | 球団                       | 勝 | 敗 | 分 | 勝率 | 差   |
| 1位  | 阪急ブレーブス             | 38 | 19 | 8  | .667 | 優勝 |
| 2位  | 近鉄バファローズ           | 39 | 20 | 6  | .661 | 0.0  |
| 3位  | ロッテオリオンズ           | 28 | 29 | 8  | .491 | 10.0 |
| 4位  | 日本ハムファイターズ       | 26 | 32 | 7  | .448 | 12.5 |
| 5位  | クラウンライターライオンズ | 23 | 36 | 6  | .390 | 16.0 |
| 6位  | 南海ホークス               | 20 | 38 | 7  | .345 | 18.5 |

| 順位 | 球団                       | 勝 | 敗 | 分 | 勝率 | 差   |
| 1位  | 阪急ブレーブス             | 82 | 39 | 9  | .678 | 優勝 |
| 2位  | 近鉄バファローズ           | 71 | 46 | 13 | .607 | 9.0  |
| 3位  | 日本ハムファイターズ       | 55 | 63 | 12 | .466 | 25.5 |
| 4位  | ロッテオリオンズ           | 53 | 62 | 15 | .461 | 26.0 |
| 5位  | クラウンライターライオンズ | 51 | 67 | 12 | .432 | 29.5 |
| 6位  | 南海ホークス               | 42 | 77 | 11 | .353 | 39.0 |

*阪急が前後期完全優勝したため、プレーオフは行わずそのまま年間優勝

#### 日本シリーズ
| 日付                               | 試合   | ビジター球団（先攻） | スコア | ホーム球団（後攻） | 開催球場     |
| ---------------------------------- | ------ | -------------------- | ------ | ------------------ | ------------ |
| 10月14日（土）                     | 第1戦  | 阪急ブレーブス       | 6 - 5  | ヤクルトスワローズ | 後楽園球場   |
| 10月15日（日）                     | 第2戦  | 阪急ブレーブス       | 6 - 10 | ヤクルトスワローズ | 後楽園球場   |
| 10月16日（月）                     | 移動日 | 移動日               | 移動日 | 移動日             | 移動日       |
| 10月17日（火）                     | 第3戦  | ヤクルトスワローズ   | 0 - 5  | 阪急ブレーブス     | 阪急西宮球場 |
| 10月18日（水）                     | 第4戦  | ヤクルトスワローズ   | 6 - 5  | 阪急ブレーブス     | 阪急西宮球場 |
| 10月19日（木）                     | 第5戦  | ヤクルトスワローズ   | 7 - 3  | 阪急ブレーブス     | 阪急西宮球場 |
| 10月20日（金）                     | 移動日 | 移動日               | 移動日 | 移動日             | 移動日       |
| 10月21日（土）                     | 第6戦  | 阪急ブレーブス       | 12 - 3 | ヤクルトスワローズ | 後楽園球場   |
| 10月22日（日）                     | 第7戦  | 阪急ブレーブス       | 0 - 4  | ヤクルトスワローズ | 後楽園球場   |
| 優勝：ヤクルトスワローズ（初優勝） |        |                      |        |                    |              |

#### 個人タイトル
|                               | セントラル・リーグ | セントラル・リーグ | セントラル・リーグ | パシフィック・リーグ | パシフィック・リーグ | パシフィック・リーグ |
| タイトル                      | 選手               | 球団               | 成績               | 選手                 | 球団                 | 成績                 |
| ----------------------------- | ------------------ | ------------------ | ------------------ | -------------------- | -------------------- | -------------------- |
| 最優秀選手                    | 若松勉             | ヤクルト           |                    | 山田久志             | 阪急                 |                      |
| 最優秀新人                    | 角三男             | 巨人               |                    | 村上之宏             | 南海                 |                      |
| 最優秀投手                    | 新浦寿夫           | 巨人               |                    |                      |                      |                      |
| 沢村栄治賞                    | 松岡弘             | ヤクルト           |                    |                      |                      |                      |
| 首位打者                      | 水谷実雄           | 広島               | .348               | 佐々木恭介           | 近鉄                 | .354                 |
| 最多本塁打                    | 山本浩二           | 広島               | 44本               | B.ミッチェル         | 日本ハム             | 36本                 |
| 最多打点                      | 王貞治             | 巨人               | 118打点            | B.マルカーノ         | 阪急                 | 94打点               |
| 最多盗塁                      | 柴田勲             | 巨人               | 34盗塁             | 福本豊               | 阪急                 | 70盗塁               |
| 最多安打                      | 松原誠             | 大洋               | 164安打            | 福本豊               | 阪急                 | 171安打              |
| 最多出塁数(セ) 最高出塁率(パ) | 王貞治             | 巨人               | 247出塁            | 佐々木恭介           | 近鉄                 | .407                 |
| 最優秀防御率                  | 新浦寿夫           | 巨人               | 2.81               | 鈴木啓示             | 近鉄                 | 2.02                 |
| 最多勝利                      | 野村収             | 大洋               | 17勝               | 鈴木啓示             | 近鉄                 | 25勝                 |
| 最多奪三振                    | 斉藤明雄           | 大洋               | 162奪三振          | 鈴木啓示             | 近鉄                 | 178奪三振            |
| 最高勝率                      | 鈴木康二朗         | ヤクルト           | .813               | 山田久志             | 阪急                 | .818                 |
| 最優秀救援投手                | 新浦寿夫           | 巨人               | 25SP               | 山口高志             | 阪急                 | 26SP                 |

#### ベストナイン
|          | セントラル・リーグ | セントラル・リーグ | パシフィック・リーグ | パシフィック・リーグ |
| 守備位置 | 選手               | 球団               | 選手                 | 球団                 |
| -------- | ------------------ | ------------------ | -------------------- | -------------------- |
| 投手     | 新浦寿夫           | 巨人               | 鈴木啓示             | 近鉄                 |
| 捕手     | 大矢明彦           | ヤクルト           | 中沢伸二             | 阪急                 |
| 一塁手   | 王貞治             | 巨人               | 柏原純一             | 日本ハム             |
| 二塁手   | D.ヒルトン         | ヤクルト           | B.マルカーノ         | 阪急                 |
| 三塁手   | 掛布雅之           | 阪神               | 島谷金二             | 阪急                 |
| 遊撃手   | 高橋慶彦           | 広島               | 真弓明信             | クラウン             |
| 外野手   | 山本浩二           | 広島               | 福本豊               | 阪急                 |
| 外野手   | 若松勉             | ヤクルト           | 佐々木恭介           | 近鉄                 |
| 外野手   | C.マニエル         | ヤクルト           | 簑田浩二             | 阪急                 |
| 指名打者 |                    |                    | 土井正博             | クラウン             |

#### ダイヤモンドグラブ賞
|          | セントラル・リーグ | セントラル・リーグ | パシフィック・リーグ | パシフィック・リーグ |
| 守備位置 | 選手               | 球団               | 選手                 | 球団                 |
| -------- | ------------------ | ------------------ | -------------------- | -------------------- |
| 投手     | 堀内恒夫           | 巨人               | 山田久志             | 阪急                 |
| 捕手     | 大矢明彦           | ヤクルト           | 中沢伸二             | 阪急                 |
| 一塁手   | 王貞治             | 巨人               | 柏原純一             | 日本ハム             |
| 二塁手   | 土井正三           | 巨人               | B.マルカーノ         | 阪急                 |
| 三塁手   | 掛布雅之           | 阪神               | 島谷金二             | 阪急                 |
| 遊撃手   | 山下大輔           | 大洋               | 大橋穣               | 阪急                 |
| 外野手   | 山本浩二           | 広島               | 福本豊               | 阪急                 |
| 外野手   | 若松勉             | ヤクルト           | 簑田浩二             | 阪急                 |
| 外野手   | J.ライトル         | 広島               | B.ウイリアムス       | 阪急                 |

### 高校野球
- 第50回選抜高等学校野球大会優勝：浜松商（静岡県）
- 第60回全国高等学校野球選手権大会優勝：PL学園（大阪府）

### 大学野球
- 第27回全日本大学野球選手権大会優勝 : 明治大
- 第9回明治神宮野球大会優勝 : 同志社大

- 東京六大学野球連盟優勝 春：明治大、秋：早稲田大
- 東都大学野球連盟優勝 春：専修大、秋：東洋大
- 関西大学野球連合優勝 春：立命館大、秋：同志社大

### 社会人野球
- 第49回都市対抗野球大会優勝：東芝
- 第5回社会人野球日本選手権大会優勝：北海道拓殖銀行

### メジャーリーグ
- ワールドシリーズ
  - ニューヨーク・ヤンキース（ア・リーグ） （4勝2敗） ロサンゼルス・ドジャース（ナ・リーグ）

## できごと

### 1月
- 1月14日 - 南海は柏原純一を大阪市の球団事務所に呼び、日本ハムへのトレード移籍を改め通告するも柏原は拒否、南海は柏原に対し日本ハムへ保有権を譲渡すると通告[3]。
- 1月24日 - 野球体育博物館に表彰、掲載される野球人を選ぶ競技者表彰委員会が東京・有楽町の「アラスカ」にて開かれ記者投票を開票した結果、松木謙治郎と浜崎真二を選出[4]。
- 1月25日 - 柏原純一が日本ハムへのトレードに応じると表明[5]。
- 1月27日 - 日本ハムは柏原純一と東京・六本木の球団事務所にてトレードの手続きを行い、15時より記者会見を行い入団を正式に発表[6]。
- 1月30日 - クラウンは福岡市の西鉄グランドホテルにて前中日のウィリー・デービスの入団を発表。また、テスト生として採用した中学生2名の入団を発表[7]。

### 2月
- 2月16日 - 参議院法務委員会がドラフト制度を取り上げる。コミッショナー事務局長の井原宏、セ・リーグ会長の鈴木龍二、日本ハム球団代表の三原脩、元巨人監督の川上哲治、元ヤクルトの荒川尭が出席[8]。

### 3月
- 3月20日 - 巨人が16時から東京・大手町の読売新聞社にて大洋からジョン・シピンを金銭トレードで獲得したと正式に発表。巨人はシピンに大洋時代と同じ背番号11を用意したため、それまで11を着けていた新人の角三男の背番号が45に変更される[9]。
- 3月27日 - 第50回選抜高等学校野球大会が開幕。
- 3月28日 - プロ野球実行委員会が東京・九段下のホテルグランドパレスにて開かれ、ドラフト制度を再検討するため”ドラフト制度審議委員会”の設置を決める[10]。
- 3月30日 - 第50回選抜高等学校野球大会の第4日の第3試合・前橋高校対比叡山高校の試合で、前橋の松本稔が大会史上初の完全試合を達成[11][12]。

### 4月
- 4月1日
  - プロ野球がセ・パ同時に開幕[13]。
  - 近鉄の鈴木啓示が平和台球場での対クラウン1回戦に先発し、プロ通算500試合登板を達成[14]。
- 4月2日 - 大洋の高橋重行がナゴヤ球場での対中日2回戦に3番手として登板し、プロ通算500試合登板達成[15]。
- 4月4日 - 横浜スタジアムの開場試合となる大洋対巨人1回戦が行われ、大洋が巨人に4-1で勝利する[16]。
- 4月6日
  - 第50回選抜高等学校野球大会の決勝戦が阪神甲子園球場で行われ、静岡県の浜松商が福井県の福井商に3-0で勝利し、初優勝達成[17]。
  - 中日の髙木守道が広島球場での対広島2回戦の1回表に安打を放ち、プロ通算2000安打を達成[18]。
  - 江川卓が南カリフォルニア大学野球部の特別練習生として参加するため、羽田空港発の日航機で渡米[19]。
- 4月8日 - ヤクルトの福富邦夫が広島球場での対広島4回戦の4回表に1号本塁打を放ち、プロ通算1000安打を達成[20]。
- 4月9日 - 日本ハムの高橋直樹が後楽園球場での対阪急3回戦で1勝目を挙げ、プロ通算100勝を達成[21]。
- 4月14日 - ヤクルトの若松勉が神宮球場での対中日1回戦の1回裏に1号本塁打を打ち、プロ通算100本塁打を達成[22]。
- 4月15日 - 中日の井上弘昭がナゴヤ球場での対阪神戦に出場し、プロ通算1000試合出場を達成[23]。
- 4月16日 - 【MLB】セントルイス・カージナルスのボブ・フォーシュがブッシュ・スタジアムでの対フィラデルフィア・フィリーズ戦に先発し、ノーヒット・ノーランを達成[24]。
- 4月19日 - 【MLB】シンシナティ・レッズのジョー・モーガンがドジャー・スタジアムでの対ロサンゼルス・ドジャース戦に出場し、二塁手としてメジャー・リーグタイ記録の89試合連続無失策を達成[25]。
- 4月21日 - 平和台球場でのクラウン対阪急4回戦が行われ、阪急の島谷金二が1回表に5号満塁本塁打を放ち、球団通算3000本塁打を記録[26]。
- 4月25日 - 阪神の藤田平が広島市民球場での対広島9回表に二塁打を放ち、プロ通算1500安打を達成[27]。

### 5月
- 5月6日 - 大洋の山下大輔が横浜スタジアムでの対ヤクルト7回戦の7回表にヤクルトの打者山下慶徳の遊ゴロを一塁へ悪投し、1977年8月28日対広島19回戦より続いていた連続無失策の記録が322で途絶える[28]。
- 5月9日 - ロッテの得津高宏が日生球場での対近鉄8回戦に出場し、プロ通算1000試合出場を達成。史上199人目[29]。
- 5月11日 - 南海の門田博光が平和台球場での対クラウン9回戦に先発出場し、プロ通算1000試合出場を達成。史上200人目[30]。
- 5月14日 - 西宮球場での阪急対近鉄7回戦で近鉄が16-9プロと勝利、プロ野球史上初の全員打点を、パ・リーグ史上5度目の全員得点を記録[31]。
- 5月20日 - 大洋の長崎慶一が横浜スタジアムでの対阪神10回戦においてサイクル安打を達成[32]。
- 5月21日 - 阪急の島谷金二が大阪球場での対南海9回戦の5回表に6号本塁打、9回表に安打を放ち、プロ通算1000安打を達成[33]。
- 5月23日 - 阪急の加藤秀司が西宮球場での対日本ハム7回戦の3回裏に安打を放ち、プロ通算1000安打を達成[34]。
- 5月27日 - ロッテの山崎裕之が後楽園球場での対日本ハム9回戦に出場し、プロ通算1500試合出場を達成[35]。

### 6月
- 6月3日
  - 大洋の平松政次が札幌市円山球場での対中日10回戦で6勝目を挙げ、プロ通算150勝を達成[36]。
  - 阪急の島谷金二が藤井寺球場での対近鉄10回戦の6回表に11号本塁打を放ち、プロ通算150本塁打を達成[37]。
- 6月5日 - 阪神の田淵幸一が神宮球場での対ヤクルト8回戦の3回に17号本塁打、5回に18号本塁打を放ち、プロ通算300本塁打を達成[38]。
- 6月6日 - クラウンの土井正博が西京極球場での対阪急9回戦の4回表に12号本塁打を放ち、プロ通算400本塁打を達成[39]。
- 6月7日 - 阪急の福本豊が西京極球場での対クラウン10回戦1回裏に二盗を成功させ、プロ通算650盗塁を達成[40]。
- 6月8日
  - 広島の衣笠祥雄が横浜スタジアムでの対横浜9回戦の2回表に13号本塁打を放ち、プロ通算250本塁打を達成[41]。
  - 大洋の松原誠が横浜スタジアムでの対広島9回戦の一回裏に適時二塁打を打ち、プロ通算1000打点を達成[42]。
- 6月14日 - 巨人の王貞治が後楽園球場での対阪神11回戦の一回裏に20号2点本塁打を打ち、プロ野球新記録となる通算1949打点[43]。
- 6月18日
  - 藤井寺球場で近鉄対クラウンのダブルヘッダー12、13回戦で近鉄が連敗し、川崎球場でロッテ対阪急9回戦で阪急がロッテを5-2で勝ったため、阪急が前期優勝を決める[44]。
  - 中日の高木守道がナゴヤ球場での対阪神13回戦の二回裏に5号本塁打を打ち、プロ通算1000得点を達成[45]。
- 6月21日 - ヤクルトの若松勉が広島球場での対広島14回戦の5回表に安打を放ち、プロ通算1000安打を達成[46]。
- 6月25日 - 広島の水谷実雄が広島球場での対巨人13回戦の4回裏に6号本塁打を放ち、プロ通算100本塁打を達成[47]。
- 6月28日 - ロッテは西宮球場での対阪急13回戦に6-7で敗れ、パ・リーグタイ記録の15連敗となる[48]。

### 7月
- 7月3日 - 川崎球場でロッテ対阪急後期3回戦でロッテが6-5で勝ち、連敗を15で止める[49]。阪急はこの試合で通算2000試合を記録[50]。
- 7月6日
  - 巨人は札幌市円山球場での対広島16回戦の2回表に、先発の浅野啓司が4四球、代わった角三男が3四球、さらに角に変わって登板した田村勲も3四球で1イニング10与四球のプロ野球ワースト記録[51]。
  - 大洋の松原誠が横浜スタジアムでの対ヤクルト13回戦の2回裏に10号本塁打を放ち、プロ通算300本塁打を達成[52]。
- 7月10日 - 神宮球場でのヤクルト対巨人16回戦の1回表に、巨人のジョン・シピンがヤクルトの鈴木康二朗から死球を受けた後、鈴木に暴行を働き退場、さらに巨人先発のクライド・ライトも3回に降板を命じられたことに激昂し、カメラマンのカメラを取り上げて放り投げる行為に及ぶ[53][54]。
- 7月14日 - オールスター運営委員会はファン投票の最終結果を発表。パ・リーグは日本ハムの選手が8つのポジションを占め、日本ハムは三塁手で選出された古屋英夫、遊撃手で選出された菅野光夫の出場辞退をコミッショナーに申し出て受理される。代わりに島谷金二、大橋穣が選出される[55]。
- 7月18日 - 阪急の監督の上田利治が高熱で入院、22日からのオールスターのパ・リーグ監督を辞退[56]。
- 7月19日 - オールスター運営委員会は全パ監督を務める予定だった阪急の監督の上田利治の辞退を認め、上田の代わりに南海監督の広瀬叔功が全パ監督を務めると発表[57]。
- 7月24日 - プロ野球のセ・パ合同選手会が東京・品川のパシフィックホテルにて14時から行われ、選手会を法人化して独自に運営することを正式に決定[58]。
- 7月31日 - パ・リーグ理事会にてパ・リーグ会長の岡野祐の辞任を了承。クラウンの球団代表の坂井保之が会長代行を務める[59]。

### 8月
- 8月1日 - 【MLB】シンシナティ・レッズのピート・ローズがアトランタ・ブレーブス戦で5打数0安打に終わり、ナ・リーグ記録を更新中だった連続試合安打が44で止まる[60]。
- 8月3日 - 広島の衣笠祥雄が岡山での対中日16回戦に出場し、日本プロ野球史上3人目の1000試合連続出場を記録[61]。
- 8月7日 - 阪神甲子園球場で第60回全国高等学校野球選手権大会が開幕。60回を記念して49校が参加。翌年夏以降49校代表制が本格化される。
- 8月8日 - 第49回都市対抗野球大会の決勝戦が後楽園球場にて行われ、共に川崎市の東芝対日本鋼管の試合は東芝が日本鋼管を4-0で下して優勝[62]。
- 8月9日 - 中日のジーン・マーチンがナゴヤ球場での対巨人20回戦の4回裏に22号本塁打を放ち、プロ野球通算150本塁打を達成[63]。
- 8月10日 - パ・リーグ会長の岡野祐が10日付で辞任し、パ・リーグ事務所で記者会見[64]。
- 8月13日 - 巨人の柴田勲が後楽園球場での対大洋21回戦の3回裏に二盗を成功させ、プロ通算550盗塁を達成[65]。
- 8月15日
  - 中日の木俣達彦が横浜スタジアムでの対大洋18回戦の5回表に安打を放ち、プロ通算1500本安打を達成[66]。
  - 阪急は病気療養中の監督の上田利治が25日の試合から復帰すると発表[67]。
- 8月20日 - 第60回全国高等学校野球選手権大会の決勝戦が甲子園において行われ、大阪府のPL学園が高知県の高知商に3-2でサヨナラ勝ちし初優勝[68]。PL学園は準決勝、決勝を逆転で勝利し「逆転のPL」とよばれる。
- 8月26日 - 日本ハムの高橋直樹が後楽園球場での対ロッテ後期11回戦の三回表にレロン・リーから三振を奪い、プロ通算1000奪三振を達成[69]。
- 8月30日 - 巨人の王貞治が後楽園球場での対大洋23回戦の6回裏に大川浩から34号本塁打を放ち、プロ野球史上初の通算800本塁打を達成[70]。
- 8月31日 - 阪急の今井雄太郎が県営宮城球場での対ロッテ8回戦で完全試合を達成、プロ野球史上14人目[71]。

### 9月
- 9月5日 - 阪神対巨人21回戦の試合が甲子園球場で行われ、巨人は公式戦5000試合を記録[72]。
- 9月6日
  - 近鉄の鈴木啓示が後楽園での対日本ハム11回戦に完封勝利して23勝目を挙げ、10試合連続完投勝利のプロ野球新記録を達成[73]。
  - 広島の山本浩二がナゴヤ球場での対中日19回戦の1回表に37号本塁打を放ち、プロ通算250本塁打を達成[74]。
- 9月9日
  - 大洋の平松政次が横浜スタジアムでの対中日24回戦の7回表にフレッドから三振を奪い、プロ通算1500奪三振を達成[75]。
  - 阪神の藤田平が甲子園球場での対ヤクルト23回戦に出場し、プロ通算1500試合出場を達成[76]。
- 9月10日 - 巨人の柳田俊郎が広島市民球場での対広島24回戦の二回表に10号本塁打を打ち、これは球団通算4000本塁打となる[77]。
- 9月11日 - 近鉄の鈴木啓示が西宮球場での対阪急後期9回戦に先発して5失点で敗戦投手となり、連続完投勝利の記録は10でストップ[78]。
- 9月14日
  - 近鉄の鈴木啓示が西宮球場での対阪急12回戦で阪急を完封して24勝目を挙げ、米田哲也の持つリーグ最多完封63の記録を更新する64個目の完封[79]。
  - 阪神は横浜スタジアムでの対大洋21回戦で3-11と敗れ、球団創設以来初の最下位が決まる[80]。
- 9月22日 - 巨人の王貞治がナゴヤ球場での対中日24回戦の8回表に38号ソロ本塁打を放ち、プロ通算2000打点を達成[81]。
- 9月23日
  - 近鉄対阪急の13回戦が藤井寺球場にて行われ、この試合が後期最終戦となる近鉄は勝てば後期優勝が決まったが、阪急が近鉄を4-2と下し、優勝決定は持ち越しとなる。阪急の先発・山田久志が子の試合で勝利投手となり、プロ通算150勝を達成[82]。
  - パ・リーグの後期優勝は、阪急が残り2試合の勝敗次第となり、阪急が1勝か2引き分けで阪急優勝、2敗か1敗1引き分けで近鉄優勝となる。
- 9月26日 - パ・リーグの新会長に工藤信一良が就任することが決定し、東京・九段下のホテル・グランドパレスにて記者会見を行う[83]。
- 9月27日 - 阪急が川崎球場でのロッテ12回戦でロッテを4-1で下して勝利し、パ・リーグの後期優勝が決定、阪急は前期も優勝しているため4年連続9回目のリーグ優勝が決定[84]。
- 9月28日 - 巨人の張本勲が後楽園球場での対広島26回戦に出場し、プロ通算2500試合出場を達成[85]。
- 9月30日 - パ・リーグは全日程が終了[86]。

### 10月
- 10月2日 - ロッテは東京・西新宿の本社で球団役員会を開き、監督の金田正一の辞表を受理し、辞任が決定。この後ロッテ本社にて金田が記者会見し辞任を正式に表明[87]。
- 10月4日 - 神宮球場にてヤクルト対中日24回戦が行われ、ヤクルトが9-0で勝利し、球団創立29年目で初優勝[88]。
- 10月9日
  - 沢村賞選考委員会が東京・数寄屋橋のニュートーキョーにて12時から行われ、ヤクルトの松岡弘を選出[89]。
  - ヤクルトが神宮球場での対広島最終戦で大野豊に完封を喫し、開幕からの連続得点試合が129でストップ[90]。
- 10月10日 - 広島の山本浩二がナゴヤ球場での対中日25回戦の二回表に44号本塁打を打ち、広島はプロ野球史上初めてチーム年間200本塁打を記録[91]。
- 10月11日
  - セ・リーグの全日程が終了[92]。
  - 阪神は午後、大阪市梅田区の阪神電鉄本社にて役員会を開き、球団社長の長田睦夫、監督の後藤次男の辞任を受理、新社長に本社専務の小津正次郎の就任を承認。16時よりホテル阪神にて記者会見し正式発表[93]。
- 10月12日
  - クラウンはオーナーの中村長芳と国土計画の社長の堤義明が東京・原宿の国土計画本社にて記者会見し、クラウン球団を国土計画に譲渡しフランチャイズを福岡県から埼玉県に移転し来シーズンからチーム名を「西武ライオンズ」とすることを発表。これに先立ちパ・リーグは中村の要請で11時より緊急のオーナー会議を開き、中村が球団の譲渡を報告、その後の12球団合同のオーナー、代表者会議で承認される[94]。
  - 巨人は東京・大手町の読売新聞社内会議室にて記者会見し、来年度の一軍コーチの陣容を発表。コーチ兼任の土井正三が内野守備コーチ専任となり現役引退が決定[95]。
- 10月22日 - 日本シリーズ第7戦が後楽園で行われ、ヤクルトが阪急に4-0で勝利し、初の日本一を達成[96]。この試合の6回裏、ヤクルトの大杉勝男のシリーズ第3号本塁打の判定に対し、阪急の上田利治監督がファウルだと抗議、試合が1時間19分中断[97]。
- 10月23日
  - 1978年度のプロ野球表彰選手が発表され、最優秀選手に若松勉と山田久志が、最優秀新人に角三男と村上之宏が選出される[98]。
  - 阪急の監督の上田利治は大阪市北区の阪急電鉄本社に阪急電鉄会長でオーナーの森薫を訪ね、心身とも疲労しチームの指揮に自信が持てないと辞任を申し入れ慰留されるも上田は固辞、退団を了承される。この後、球団社長の渓間秀典が投手コーチの梶本隆夫に対し監督就任を要請し、渓間の説得の末、梶本は了承する[99]。
- 10月27日 - ロッテは東京・錦糸町のロッテ会館にて記者会見し、野球評論家の山内一弘が新監督に就任したと正式に発表[100]。

### 11月
- 11月1日 - ヤクルトは監督の広岡達朗と新たに3年契約を結んだと発表[101]。
- 11月4日 - 阪神は16時から大阪市梅田区のホテル阪神にて記者会見し、前広島のヘッドコーチのドン・ブレイザーが監督に就任したと正式に発表[102]。
- 11月9日 - 阪神は17時から大阪市梅田区のホテル阪神にて記者会見し、中西太が打撃コーチに就任したと正式に発表[103]。
- 11月15日
  - 正力松太郎賞の選考が12時から東京・九段下のホテルグランドパレスにて行われ、ヤクルトの監督の広岡達朗を選出[104]。
  - 阪神の球団社長の小津正次郎と西武の監督の根本陸夫が大阪市梅田のホテル阪神にて18時半から記者会見し、阪神・両球団の間で田淵幸一を含むトレードが決定したと発表。一方田淵は態度を保留[105]。
- 11月18日 - 平和台球場で福岡のライオンズとして最後の試合を行う（シンシナティ・レッズ対クラウン・巨人連合）。
- 11月20日
  - 西武は球団社長の宮内巌が夕方に記者会見し、昨年のドラフト1位で指名した江川卓の獲得を断念したと発表[106]。
  - 江川卓が夕方成田空港着の日航機で留学先のロサンゼルスから帰国[107]。
- 11月21日
  - 巨人は9時半より東京・平河町の全共連ビル六階の「オークルーム」にて記者会見し、ドラフト外で江川卓と入団契約を行ったと発表[108]、空白の一日の幕開けとなる。
  - 12時半から東京・九段下のホテル・グランドパレスにてプロ野球実行員会が開かれ、巨人の江川との契約を討議。セ・リーグ会長の鈴木竜二は、巨人による江川の支配下選手登録の申請を却下したと発表[109]。
- 11月22日 - 第14回プロ野球ドラフト会議が11時5分より東京・九段下のホテル・グランドパレスにて開催される。巨人は裁定を不服として欠席し、11球団での開催となる。江川は4球団競合の末、阪神が交渉権を獲得[110]。
- 11月27日
  - ロッテと広島は、金田留広・渡辺秀武と望月卓也・平田英之・剣持節雄のトレードが成立したと発表[111]。
  - 広島は来シーズンのコーチングスタッフを発表し、大下剛史が現役を引退し二軍守備走塁コーチに就任[112]。

### 12月
- 12月1日 - 西武は池袋のサンシャインビル60内の球団事務所にて前ロッテの野村克也の入団を発表[113]。
- 12月6日 - 阪神と西武はさる11月に成立した田淵幸一・古沢憲司と真弓明信・若菜嘉晴・竹之内雅史・竹田和史の2対4のトレードを正式に発表[114]。
- 12月19日 - 西武の基満男と大洋の根本隆・鵜沢達雄の交換トレードが成立したと正式に発表[115]。
- 12月21日 - コミッショナーの金子鋭は15時東京・芝の東京グランドホテルに巨人の球団代表の長谷川実雄に対し、巨人と江川卓との契約を無効としたセ・リーグ会長の鈴木竜二の裁定を不服とした巨人からの提訴を却下したとの裁定書を通知。15時15分から記者会見して発表[116]。
- 12月22日
  - プロ野球実行委員会が14時過ぎから東京・芝の東京グランドホテルにて開かれ、コミッショナーの金子鋭は江川卓を巨人と阪神の間でキャンプインの来年2月1日までにトレードして事態の現実的な解決を図るという要請を出す[117]。
  - ヤクルトと近鉄は、チャーリー・マニエル・永尾泰憲と神部年男・佐藤竹秀・寺田吉孝のトレードが成立したと発表[118]。
- 12月28日 - 西武はドラフト外で東京ガス・松沼博久と東洋大・松沼雅之両投手を獲得したと発表[119]。

## 誕生

### 1月
- 1月4日 - クリストファー・ギッセル
- 1月6日 - 山北茂利
- 1月18日 - ブライアン・ファルケンボーグ
- 1月26日 - エステバン・ヘルマン

### 2月
- 2月25日 - 伊与田一範

### 3月
- 3月24日 - 加藤武治

### 4月
- 4月20日 - 梶原康司
- 4月27日 - 鈴木尚広

### 5月
- 5月7日 - 河野昌人（+ 2017年）
- 5月10日 - 山井大介
- 5月12日 - 阿部真宏
- 5月21日 - 三浦貴（+ 2023年）
- 5月21日 - 吉見祐治
- 5月28日 - 山本省吾

### 6月
- 6月4日 - 小林宏之
- 6月8日 - 三好貴士
- 6月13日 - 小山伸一郎
- 6月13日 - 佐藤友亮

### 7月
- 7月2日 - 加藤康介
- 7月9日 - 濱中治
- 7月10日 - 武田勝
- 7月12日 - 石井義人
- 7月27日 - 後藤光尊
- 7月28日 - 森野将彦

### 8月
- 8月1日 - 荒金久雄
- 8月7日 - 髙橋信二
- 8月9日 - G.G.佐藤
- 8月26日 - 関本賢太郎

### 9月
- 9月5日 - マット・ワトソン
- 9月6日 - 宮崎充登
- 9月19日 - 山田秋親
- 9月25日 - 前川勝彦

### 10月
- 10月7日 - 木元邦之
- 10月7日 - 三東洋
- 10月14日 - 武田久
- 10月23日 - ジョン・ラッキー
- 10月25日 - 吉見宏明

### 11月
- 11月9日 - ジェイソン・スタンリッジ
- 11月17日 - ヴァル・パスクチ

### 12月
- 12月2日 - ピーター・モイラン
- 12月5日 - 山村路直
- 12月15日 - マイケル・ワーツ
- 12月17日 - チェイス・アトリー
- 12月23日 - ビクター・マルティネス

## 死去
- 1月3日 - 三宅大輔（大日本東京野球倶楽部・阪急軍他の元監督、*1893年）
- 1月13日 - ジョー・マッカーシー（シカゴ・カブス・ニューヨーク・ヤンキース他の元監督、*1887年）
- 1月28日 - ラリー・レインズ（阪急ブレーブス他の元内野手、*1930年）
- 2月11日 - 江田孝（松竹ロビンス他の元投手、クラウンライターライオンズ投手コーチ、*1923年）
- 5月10日 - 鈴木芳太郎（南海ホークス元投手、*1913年）
- 5月20日 - バッキー・ハリス（名古屋軍・後楽園イーグルスの元捕手、*1908年）
- 10月8日 - ジム・ギリアム（ブルックリン→ロサンゼルス・ドジャースの元内野手・コーチ、*1928年）

## 作品
楽曲
- ピンク・レディー『サウスポー』（3月25日発売）